# Michele Provinciali
Michele Provinciali (Parma, 3 ottobre 1921 – Pesaro, 12 marzo 2009) è stato un designer e grafico italiano.

## Biografia
Provinciali si laurea nel 1947 a Urbino con una tesi sulla critica raffaellesca ed è nominato assistente di Pasquale Rotondi alla cattedra di storia dell'arte nella stessa università. Nel 1951, con la presentazione di Giulio Carlo Argan, Walter Gropius e Marcello Venturi, vince una borsa di studio Fulbright che lo conduce a Chicago a frequentare l'Institute of Design (scuola fondata da László Moholy-Nagy nel 1947 come New Bauhaus). 
Rientra in Italia nel 1953. Collabora con Luigi Moretti al numero 7 di "Spazio". Nel 1954 è inviato alla X Triennale di Milano come grafico e coordinatore della sezione "Industrial design". Per questo lavoro riceve il diploma internazionale d'onore e la medaglia d'oro. Nel 1955, in collaborazione con Gino Valle, riceve il premio Compasso d'oro per l'orologio Solari. Da questo momento inizia la sua attività di art director principalmente nell'ambito dell'arredamento industriale e della grafica editoriale. Opera con enti e aziende di spicco nazionale ed internazionale: Zanotta, Kartell, Sic Mazzucchelli, Cassina, Arflex, Velca, Gavina, Simon, Snaidero, Pirelli, De-Bi, Cedit, Faver, Impruneta, Ente tutela vini di Romagna, Rai, Banca d'Italia, Vogue Condé Nast, Player's, Benson & Hedges, Iperen, FrankSoriano, Jacorossi, Fratelli Alinari. Vanno ricordate pagine e copertine per "Stile Industria", "Domus", "Qualità", "Imago", "Casa Novità", "Abitare" ed "Edilizia Moderna". 
Nel 1956 fonda lo studio CNPT assieme a Giulio Confalonieri, Ilio Negri e Pino Tovaglia.
Nel 1964 porta a termine per la birra Splügen Braü uno dei primi progetti di immagine coordinata mai realizzati in Italia.
L'incontro con Vittorio Gregotti segna il vertice del suo stile "impaginativo". Nell'ambito della progettazione editoriale devono essere citate: "Piero Della Francesca", edito dall'Istituto Editoriale Italiano; "New York Arte e persone" realizzato in collaborazione con Ugo Mulas ed edito da Longanesi; "Francesco di Giorgio Martini nel Palazzo Ducale di Urbino" e "Iran l'alba della civiltà" editi da Provinciali e Spotorno editori. 

Le sedie di Mackintosh, pianta dell' allestimento

Per Michelangelo Antonioni progetta la locandina del film L'avventura e, nel 1969, i titoli di testa per la versione inglese di Zabriskie Point. Nel 1975 vince il "Silver award" dell'Art Director Club di Londra con l'opera Le sedie di Mackintosh.
Collabora, per allestimenti e ambienti, con gli architetti Giò Ponti, Alberto Rosselli, Vico Magistretti, Valerio Morpugno, i fratelli Castiglioni e i fratelli Arbizzoni. 
Dal 1971 è stato docente al corso superiore di grafica presso l'ISIA di Urbino (oggi Istituto Universitario Isia). È stato progettista consulente presso i comuni di Pesaro e Santarcangelo di Romagna per il colore come fattore d'intervento nel contesto urbano. 
Dopo aver effettuato lunghi viaggi in Persia, dove una pista nel Dasht-e Kevir porta il suo nome, Michele Provinciali ha vissuto a Novilara, vieppiù interessato alla creazione dell'immagine e del linguaggio iconico. A questo periodo appartengono gli affreschi e gli intonaci su pomice esposti nel 1980 alla Galleria Bergamini di Milano. 
Molte delle opere dell'attività professionale e alcuni pezzi delle sue ricerche sono raccolti presso il Centro studi e archivio della comunicazione (CSAC), dipartimento progetto dell'Università di Parma.